# Pacific Motorway

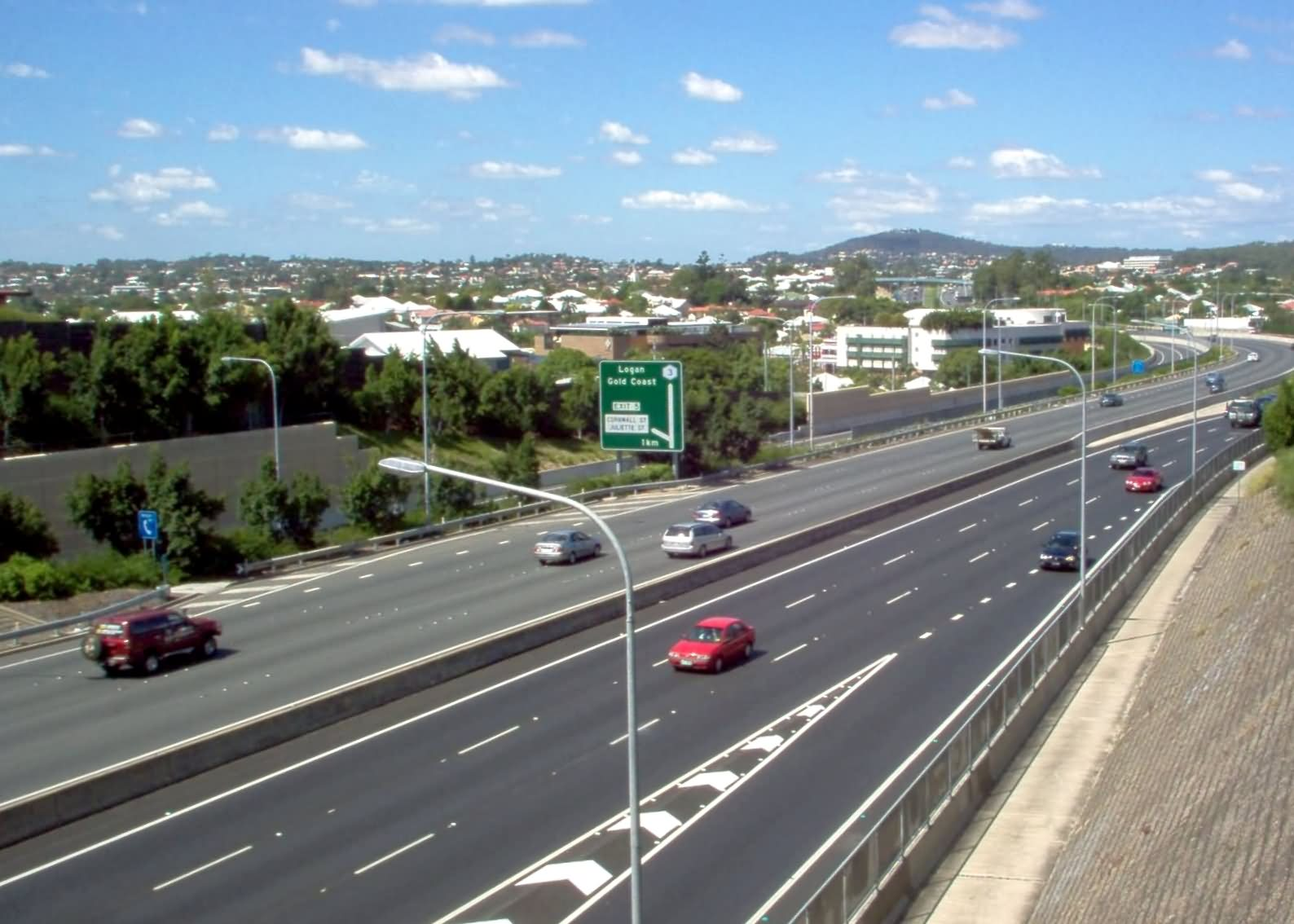
Autostrada del Pacifico

La Pacific Motorway è un'autostrada australiana di 100 km tra Brisbane, Queensland, e il confine con lo Stato del Nuovo Galles del Sud presso Tweed Heads.
L'autostrada comincia da Coronation Driv presso Milton a Brisbane e, dal 2008, collega con la deviazione di Tweed Heads il Nuovo Galles del Sud.
Alla parte di autostrada dell'area di Brisbane ci si riferisce ancora con il suo vecchio nome: Riverside Expressway (in italiano "autostrada lungo il fiume").
La prima parte aprì a Brisbane nel 1973 con il nome di South East Freeway (autostrada sud-est) con sigla F3. Questa nomenclatura verre rimossa nel 1994, l'attuale è M3 e M1.
L'autostrada è a 8 corsie con una velocità massima di 110 km/h tra la M6 Logan Motorway e la Smith Street Motorway e 6 o 4 corsie a 100 km/h in altre sezioni.
L'autostrada attraversa la maggior zona turistica della regione della Gold Coast, la destinazione per lo più del traffico di Brisbane.
Tra il 1990 e il 1998 sono stati spesi 2 miliardi di dollari australiani per l'ampliamento dell'autostrada e le misure di sicurezza.